# Уилл Вуд (музыкант)
Уилл Вуд (англ. Will Wood, Нью-Джерси) — американский певец и автор песен, композитор, режиссер, комик и мультимедийный художник.
Уилл выпустил четыре студийных альбома: «Everything is a Lot» в 2015 году; «SELF-iSH» в 2016 году, «The Normal Album» в 2020 году и ""In case I make it,"" в 2022 году. Вуд также написал музыку для подкаста «Camp Here and There» и является соведущим комедийного подкаста «Life in the World to Come» с создателем Крисом Данном.

## Стиль
Фортепианный стиль Вуда часто меняется от песни к песне, черпая влияние фолка, поп-музыки, джаза, рок-н-ролла, латиноамериканской музыки и клезмера. Он также известен своим нетрадиционным использованием тенора и баритона укулеле. Когда он записывался в студии или выступал вживую с группой, его в основном сопровождали «The Tapeworms», в состав которых в основном входили Майк Боттильери на гитаре, Мэтт Бергер на альт-саксофоне, Марио Конте на барабанах и Ватер Борис на басу. Группа известна энергичными живыми выступлениями. Вуд в основном выступает соло, его шоу представляют собой сочетание музыки, монолога и стендап-комедии.

## Личная жизнь
Вуда (имя при рождении - Уильям Каллиган) описывают как «отшельника» и известно, что он избегает социальных сетей. Мало что известно о его личной жизни, и в начале своей карьеры он иногда выдумывал свою жизнь в выступлениях, в прессе или на сцене. Источники о Вуде содержат противоречивые сведения даже о базовой информации о его личной и профессиональной жизни, даже если у него не было интервью.
Уилл всегда откровенно рассказывал о своей прошлой борьбе с зависимостью и психическими заболеваниями, в начале своей карьеры он начал восстанавливаться, а позже у него диагностировали биполярное расстройство. Вуд жертвует часть своего дохода различным благотворительным организациям по охране психического здоровья, в том числе Фонду исследования мозга и поведения, говоря «Мне стало намного лучше. Я хочу попытаться сделать что-то, чтобы помочь другим людям достичь этого».

## Релизы
Он начал выпускать музыку со своей группой «The Tapeworms» в 2015 году. Под псевдонимом Will Wood and the Tapeworms он выпустил два студийных альбома: «Everything is a Lot» в 2015 году, «SELF-iSH» в 2016 году и концертный альбом «The Real Will Wood» в 2018 году, который позже послужил саундтреком к одноименному псевдодокументальному концертному фильму.
В 2019 году началась краудфандинговая кампания для альбома «The Normal Album», который собрал 27 631 долларов и был выпущен в 2020 году под собственным именем Уилл Вуда.

Его новый студийный альбом под названием "In case I make It," был собран на Indiegogo в октябре 2021 года. Вуд описал сборник песен как самый личный его проект, сказав: 
«Думаю, я всегда пытался постоянно заново изобретать себя как артиста. Но на этот раз все по-другому, потому что за неимением менее драматичной фразы… Я заново изобрел себя как личность. Я не мог быть более другим, чем был даже год или два назад» 
Шесть синглов с "In case I make It," были выпущены до полного релиза альбома. В сентябре 2021 года, до краудфандинга альбома, Вуд выпустил сингл «Sex, Drugs, Rock 'n' Roll» (также представленный в альбоме). 10 июня Вуд выпустил сингл «You Liked This (OK, Computer!)», устную черную комедию о платформах социальных сетей. В нем играет актриса озвучивания Бев Стэндинг, чей голос якобы использовался социальной платформой для обмена видео TikTok для их функции преобразования текста в речь без ее согласия. 27 июля полный альбом был выпущен и получил положительные отзывы.
В 2022 году Уилл выпустил сингл «Ferryman» с певцом и автором песен Шайфером Джеймсом.

## Дискография
Студийные альбомы
| Название             | Псевдоним                   | Год  |
| -------------------- | --------------------------- | ---- |
| Everything is a Lot  | Will Wood and the Tapeworms | 2015 |
| SELF-iSH             | Will Wood and the Tapeworms | 2016 |
| The Normal Album     | Will Wood                   | 2020 |
| "In case I make it," | Will Wood                   | 2022 |

Концертные альбомы
| Название                                        | Год  |
| The Real Will Wood (The Song From Concert Film) | 2020 |
| IN CASE I DIE                                   | 2023 |

Саундтреки
| Название                                             | Год  |
| ---------------------------------------------------- | ---- |
| The Real Will Wood                                   | 2020 |
| Camp Here & There (Original Series Soundtrack)       | 2021 |
| Camp Here & There Soundtrack: Campfire Songs Edition | 2022 |

Ремастеры
| Название                              | Год  |
| Everything is a Lot (2020 remastered) | 2020 |
| SELF-iSH (2020 remastered)            | 2020 |
| The New Normal!                       | 2024 |
| ------------------------------------- | ---- |

Синглы
| Название | Год  | Альбом                                          |
| --- | ---- | ----------------------------------------------- |
| Alma Mater | 2020 | -                                               |
| Mr. Capgras encounters the secondhand vanity...                                                                          | 2016 | SELF-iSH                                        |
| Doctor Sunshine Is Dead                                                                                                  | 2016 | SELF-iSH                                        |
| 2012 | 2016 | SELF-iSH                                        |
| Love, Me Normally | 2020 | The Normal Album                                |
| Laplace’s Angel (Hurt People? Hurt People!)                                                                              | 2020 | The Normal Album                                |
| …Well, Better Than the Alternative                                                                                       | 2020 | The Normal Album                                |
| Mr. Fregoli and the Diathesis-Stress Supermodel, Or: How I Learned to Stop Worrying and Love the Con (An Untitled Track) | 2020 | -                                               |
| Sex, Drugs, Rock 'n' Roll                                                                                                | 2021 | "In case I make it,"                            |
| Your Body, My Temple | 2022 | Camp Here & There (Original Series Soundtracks) |
| Tomcat Disposables | 2022 | "In case I make it,"                            |
| Cicada Days | 2022 | "In case I make it,"                            |
| You Liked This (Okay Computer!)                                                                                          | 2022 | "In case I make it,"                            |
| Euthanasia | 2022 | "In case I make it,"                            |
| White Noise | 2022 | "In case I make it,"                            |
| Ferryman | 2022 | -                                               |
| I / Me / Myself (live in a 2018 studio demo)                                                                             | 2024 | The New Normal!                                 |

### Комментарии
1. ↑  Сценическое имя[2]